# Леопольд Годовський
Годовський, Леопольд (1870—1938) — польсько-американський піаніст і композитор. Автор транскрипцій етюдів Шопена, п'єс французьких клавесиністів.

## Біографія і творчість
Леопольд Годовський народився в єврейській родині в містечку Жослі Віленській губернії (нині  Литва) — в 7 кілометрах від Кошедару. Він був єдиною дитиною в сім'ї Анни та Матвія (Мацея) Годовських. Після смерті під час епідемії холери батька-лікаря, через півтора року після народження сина, мати перебралася у Вільно, оселившись у друзів. Голова будинку був керівником музичного магазину і, помітивши музичні здібності хлопчика, почав давати йому уроки гри на скрипці. У віці семи років хлопчиком були створені перші композиції, а в дев'ятирічному віці він вперше постав перед публікою Вільно, а потім здійснив турне по Росії і Німеччини.
У 1884 році виїхав до Берліна і поступив у Вищу школу музики, де 3 місяці навчався у Вольдемара Баргиеля і Ернста Рудорфа. Подальшу освіту отримував практично самостійно.
Разом з матір'ю Годовський виїхав у Сполучені Штати, де першим виступом став концерт в Бостоні в 1884 році; потім він давав концерти з Кларою Луїзою Келлог і Еммою Торсби, а потім за Овидом Мюзеном. У 1886 році він був представлений відомому меценату Леону Сейксу (Leon Saxe), власнику сигарних магазинів на Волл-стріт і Бродвею. Той зацікавився грою Годовського і почав його опікати.
У червні 1886 року Годовський разом з Саксом відплив до Європи з метою продовжити заняття у Веймарі у Ференца Ліста. Однак до часу їх прибуття в Європу маестро помер. Тим не менш, в Парижі гра Годовського захопила Каміля Сен-Санса, який навіть мав намір усиновити Леопольда і, як пізніше згадував Годовський, «поставив умову, щоб я носив його ім'я. Але я відмовився, і він був дуже сердитий на мене». До літа 1890 року Годовський жив у Парижі.
Восени 1890 року Годовський повернувся в Нью-Йорк; 24 квітня 1891 року він дав концерт у Карнегі-хол, за два тижні до офіційного відкриття цього згодом прославленого залу. А через декілька днів. 30 квітня 1891 року, він одружився з дочкою свого мецената Сейкса — Фрідою Сейкс. Незабаром Годовський отримав американське громадянство і разом зі своєю дружиною вирушив у весільну подорож по Європі.
У 1891 році почалася його активна педагогічна діяльність піаніста: спочатку в нью-йоркській Школі музики (1891), потім в консерваторіях Філадельфії (1891—1893) і Чикаго (1893—1900). У цей час з'явилися його перші транскрипції: Рондо (op.16) і Великого блискучого вальсу (op.18) Шопена, і етюду Гензельта (Op.2 № 6).

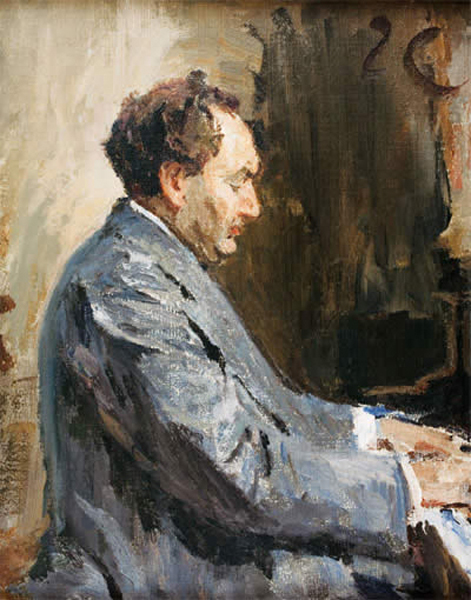
Ф. Я. Ціонглінський.
Портрет Л. Годовського. 1911

У 1900 році Годовський разом з сім'єю Годовський переїхав до Європи. Незабаром, 6 грудня 1900 року, відбувся його тріумфальний дебют в Бетховенському залі Берліна.
У наступні роки Годовський інтенсивно концертував у країнах Європи, а також Російській імперії. В цей період Годовським була написана «Соната мі мінор» (1911), цикл з 24 п'єс «Walzermasken»; продовжена робота над численними транскрипціями.
У 1909 році Годовський очолив Школу вищої майстерності Імператорської академії музики у Відні, де він залишався до початку Першої світової війни. В цей час у нього займалися Ісай Добровейн, Розіна Левіна і Генріх Нейгауз. З листопада 1912 по квітень 1913 Годовський здійснив турне по Америці, де грав під керівництвом Леопольда Стоковського і зробив свій перший грамзапис на фірмі Columbia.
У роки Першої світової війни повернувся до США. 1914 році він мешкав Нью-Йоркському готелі «Плаза»; в кінці 1916 року переїхав до Лос Анжелес, в 1919 — в Сіетл, а потім знову в Нью-Йорк в готель Ansonia. Він продовжував активно концертувати, залишаючись одним з найбільш високооплачуваних піаністів.
По закінченні війни відновив концертну діяльність в Європі, але в 1930 році припинив всі публічні виступи.
Після смерті старшого сина, а потім і дружини, на тлі  повного провалу в організації «World Synod of Music and Musicians», він практично залишив композиторську діяльність.